# 유호룡
유호룡(중국어 정체자: 劉浩龍, 병음: Líu Hàolóng 류하오룽[*], Wilfred Lau Ho Lung, 1976년 8월 13일 ~)은 홍콩의 가수, 배우이다.